# Gogoma
Gogoma, également orthographié Gogma, est une localité située dans le département de Garango de la province du Boulgou dans la région Centre-Est au Burkina Faso.

## Démographie
| 2003 | 2006 | 2012 |
| ---- | ---- | ---- |
| 859  | 556  | -    |

## Santé et éducation
Les centres de soins les plus proches de Gogoma sont le centre de santé et de promotion sociale (CSPS) et le centre médical avec antenne chirurgicale (CMA) de Garango.
Le village possède une école primaire publique.